# Frank W. Rollins

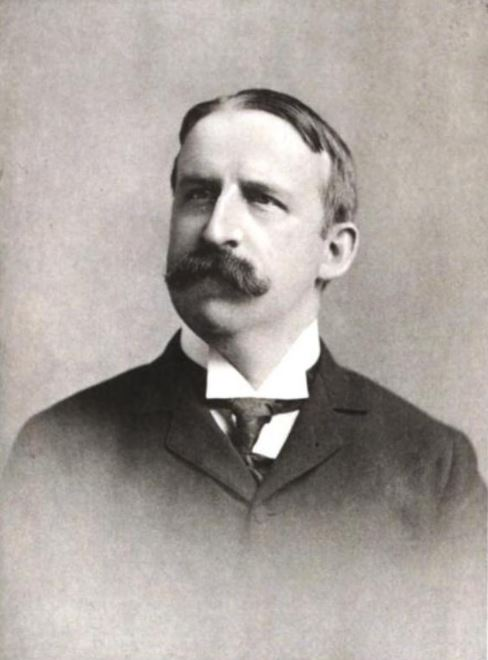
Frank W. Rollins

Frank West Rollins (* 24. Februar 1860 in Concord, New Hampshire; † 27. Oktober 1915 ebenda) war ein US-amerikanischer Politiker und von 1899 bis 1901 Gouverneur des Bundesstaates New Hampshire.

## Frühe Jahre
Rollins war Sohn des US-Senators und Kongressabgeordneten Edward H. Rollins (1824–1889). Er besuchte die öffentlichen Schulen seiner Heimat. Danach studierte er bis 1881 am Massachusetts Institute of Technology (MIT). Nach einem Jurastudium an der Harvard University wurde er 1882 als Rechtsanwalt zugelassen. Er entschloss sich aber, diesen Beruf nicht auszuüben; stattdessen stieg er in die familieneigene Bank ein. Schon bald wurde er Manager und Vizepräsident der Filiale in Boston. Er wohnte aber weiterhin in Concord.

## Gesellschaftlicher und politischer Aufstieg
Seit 1880 war Frank Rollins auch Mitglied der Nationalgarde von New Hampshire. Zwischen 1890 und 1895 war er als Oberstleutnant im Führungsstab dieser Truppe. Politisch war er Mitglied der Republikanischen Partei. Im Jahr 1895 wurde er für ein Jahr in den Senat von New Hampshire gewählt, in dem er dann als Präsident amtierte. Im Jahr 1896 unterstützte er den Präsidentschaftswahlkampf von William McKinley. 1898 wurde er dann als Kandidat seiner Partei zum Gouverneur seines Staates gewählt.

## Gouverneur von New Hampshire
Rollins trat seine zweijährige Amtszeit am 5. Januar 1899 an. Damals gab es in New Hampshire aufgrund von vorhergegangenen Wirtschaftskrisen viele brachliegende Farmen und Ländereien. Um diese neu zu beleben, veranstaltete der Gouverneur die sogenannte „Old Home Week“. Sinn war es, ehemalige Einwohner zunächst auf einen Besuch in ihrer alten Heimat einzuladen, in der Hoffnung, sie könnten zurückkehren und die alten Anwesen wieder in Betrieb nehmen. An dem Projekt nahmen über 100 Städte und Gemeinden teil und es gelang etwa 10.000 Menschen zur Rückkehr zu bewegen. Der Gouverneur setzte sich auch für den Ausbau der Straßen ein und förderte den Tourismus.

## Weiterer Lebenslauf
Nach Ablauf seiner Amtszeit zog sich Rollins aus der Politik zurück. Er war Aufsichtsrat einiger Unternehmen und Kurator des MIT. Rollins betätigte sich auch als Schriftsteller und veröffentlichte einige Kurzgeschichten und Romane sowie eine Reisebeschreibung des Staates New Hampshire. Gouverneur Rollins starb im Jahr 1915 und wurde in Concord beigesetzt. Er war seit 1882 mit Katherine W. Pecker verheiratet, mit der er ein Kind hatte.